# The Sexorcist
„The Sexorcist“ е четвъртият студиен албум на американския рапър Некро. Издаден е на 2 август 2005 от Psycho+Logical-Records. Некро, известен със своя рап на кървава тематика, в този албум фокусира на порното и секса. Свързаността на Некро с порнографската индустрия е доказано с гост участия на някои известни порно звезди, като Рон Джереми, Джоуи Силвера, Британи Андрюс, Катя Касин, Ребека Линарес и други. Въпреки че албумът включва теми, свързани с кръв, падение, секс, робство и насилие, Некро решава да не сложи предупредителен стикер за родители на обложката.
Обложката е дело на бразилския художник на комикси Ал Рио, работил още с хип-хоп изпълнителите Ил Бил и The Cyrcle of Tyrants.
Албумът включва 16 песни, 5 skits и outro. Спикът на гост участниците се състои от рап изпълнителите Ил Бил (брат на Некро), Goretex и Сабак, както и порноактьорите и актриси Ентуон Ламър Робинсън, Джоуи Силвера, Мич Матлок, Катя Касин, Джени Ван Хойтен, Ави Лий Рот, Мая, Джери Бътлър, Джени Кренуинкъл, Еве Лоурънс, Дик Насти и Алексис Малоун.

## Списък на песните
1. „Who's Ya Daddy?“ – 3:19
2. „Pussy Is My Weakness“ – 3:18 (с участието на Ентуон Ламър Робинсън)
3. „Whore“ – 4:07 (с участието на Джоуи Силвера)
4. „Edge Play“ – 5:42 (с участието на Ил Бил, Г-н Хайд, Мич Матлок и Катя Касин)
5. „Suckadelic“ – 3:18 (с участието на Дженни Ван Хойтен)
6. „Ron Jeremy“ (Skit) – 0:30 (изпълнение на Рон Джереми)
7. „You Bitches Love To Get Fuck In The Ass“ – 3:00 (с участието на Ави Лий Рот)
8. „Piss“ – 1:45
9. „Katsumi“ (Skit) – 0:18 (изпълнение на Кацуми)
10. „Out The Pocket“ – 3:08 (с участието на Мая)
11. „Brittany Andrews“ (Skit) – 0:23 (изпълнение на Британи Андрюс)
12. „She's Got A Great Ass“ – 3:10 (с участието на Ил Бил и Джери Бътлър)
13. „I Wanna Fuck“ – 2:48 (с участието на Джени Кренуинкъл и Еве Лоурънс)
14. „Van Styles“ (Skit) – 0:21 (изпълнение на Ван Стайлс)
15. „We Fuck Virgins“ – 3:16 (с участието на Сабак и Ентуон Ламър Робинсън)
16. „Horny Honeys“ – 3:30 (с участието на Goretex и Деби Меркано)
17. „Ron Jeremy vs Jerry Butler“ (Skit) (изпълнение на Рон Джереми и Джери Бътлър)
18. „I Remain Stiff“ – 2:22 (с участието на Дик Насти)
19. „The Sexpert“ – 4:17 (с участието на Алексис Малоун)
20. „I Degrade You“ – 2:58 (с участието на Ил Бил)
21. „Vaginal Secretions“ – 3:29
22. „Ron & Jerry“ (outro) – 0:15 (изпълнение на Рон Джереми и Джери Бътлър)

|  | Тази страница частично или изцяло представлява превод на страницата The Sexorcist в Уикипедия на английски. Оригиналният текст, както и този превод, са защитени от Лиценза „Криейтив Комънс – Признание – Споделяне на споделеното“, а за съдържание, създадено преди юни 2009 година – от Лиценза за свободна документация на ГНУ. Прегледайте историята на редакциите на оригиналната страница, както и на преводната страница, за да видите списъка на съавторите. ВАЖНО: Този шаблон се отнася единствено до авторските права върху съдържанието на статията. Добавянето му не отменя изискването да се посочват конкретни източници на твърденията, които да бъдат благонадеждни. |